# Tovomita elliptica
Tovomita elliptica är en tvåhjärtbladig växtart som beskrevs av Adolf Engler. Tovomita elliptica ingår i släktet Tovomita och familjen Clusiaceae. Inga underarter finns listade i Catalogue of Life.